# حكمة ساخرة

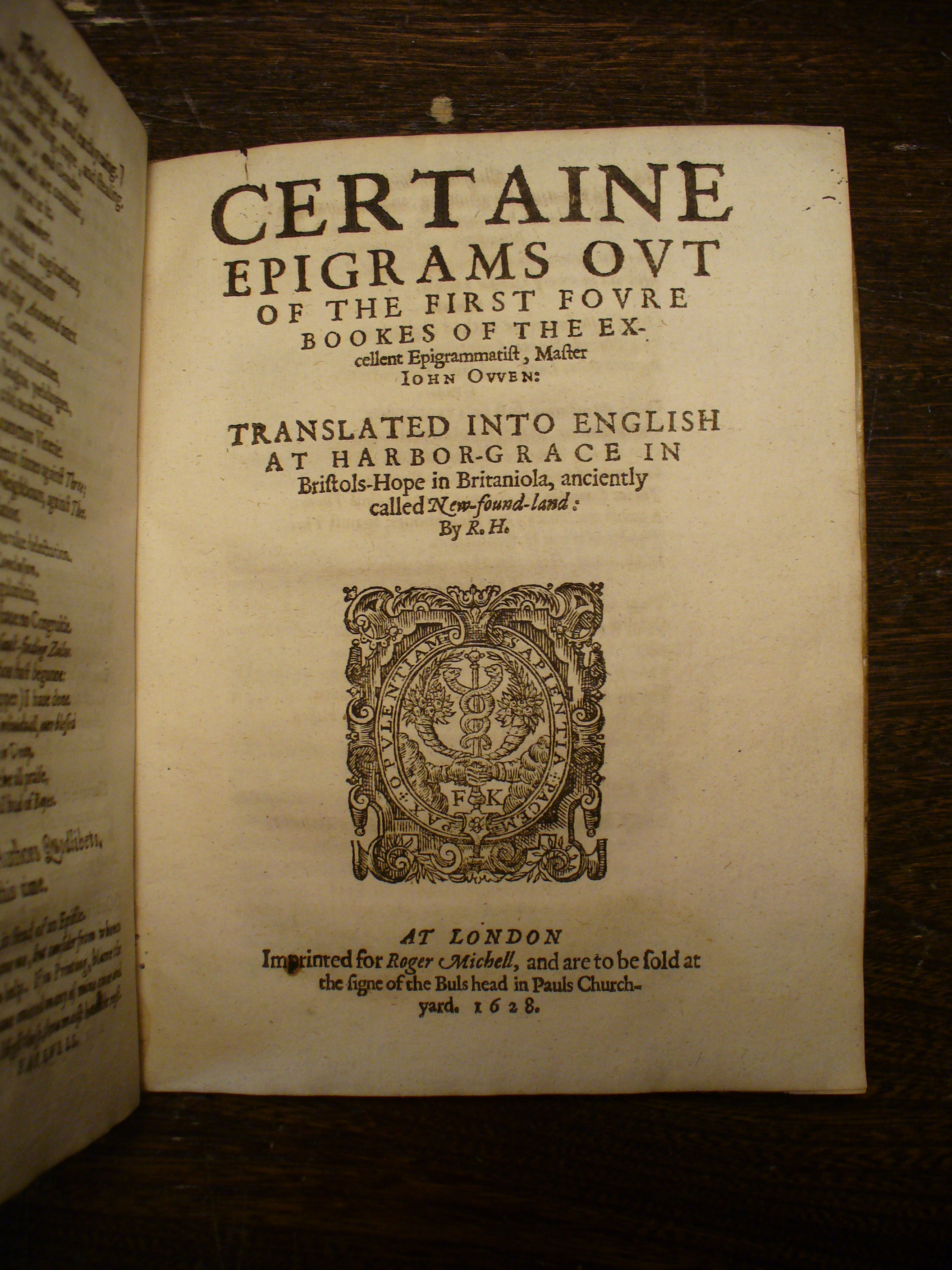

الحكمة الساخرة (بالإنجليزية: Epigram)‏ هي نوع شعري قديم عُرف في الآداب اليونانية القديمة والأوروبية والعربية؛ كانت تعني في الآداب اليونانية الكتابة المنقوشة أو الكتابة على شيء؛ أما في الآداب الأوربية فقد تحولت في القرن السابع عشر من قبل جون دن، وأسكار وايلد إلى فن شعري قائم بذاته له سماته ومعاييره التي يمكن أن يتم الاحتكام إليها. وعرف الحكمة الساخرة الشاعر الرومانسي الإنجليزي كولردج بقوله: «إنها كيان مكتمل وصغير.. جسده الإيجاز، والمفارقة روحه».
كان يقصد بالحكمة الساخرة في النقد الأدبي القصيدة القصيرة التي تتميز على وجه الخصـوص بتركيز العبارة وإيجازها، وكثافة المعنى فيها، فضلًا عن اشتمالها على مفارقة، وتكون إما مدحًا أو هجاءً أو حكمة. أما في الشعر فكانت قد تتشكل أحيانا من جزء من القصيدة، يتمثل في بيتين أو رباعية دون أن يكون لها كيان مستقل. وارتبطت قصيدة الحكمة الساخرة ارتباطًا شديدًا بالنصوص التراثية مثل القرآن الكريم والكتاب المقدس والأساطير والتراث الشعري.

## التأثيل
الاسم الإنجليزي Epigram كلمة مركبة مستوحاة من اللغة اليونانية القديمة من كلمتين هما epos وgraphein، وكانت تعني الكتابة على شيء أو النقش على الحجر في المقابر بوصفها عملية إحياء لذكرى المتوفى، أو نحت تمثال لأحد الشخوص، إلى أن تحولت إلى نوع شعري قائم بذاته.

## خصائص الحكمة الساخرة
- الحكمة الساخرة هي نوع أدبي قائم بذاته له معاييره، وأحكامه من حيث الشكل والمضمون، مثل اللغة، والصورة الشعرية، والإيقاع، والتناص.
- تميزت لغة الحكمة الساخرة بالإيجاز والتكثيف وابتعدت عن استخدام المفردات الركيكة التي تخص القصيدة الطويلة.[6]
- اهتم شعراء الحكمة الساخرة بالبناء الإفرادي في القصيدة فقد تعرضوا لبعض الحقول الدلالية مثل الزمن والموت والحزن. وبالمثل اهتموا بالجزء التركيبي؛ وقد ظهر ذلك جليًا من خلال التقديم والتأخير والحذف بأشكالهما المختلفة.
- تميزت الصورة الشعرية في قصيدة الحكمة الساخرة بكونها مركبة وشديدة التعقيد والغموض، وقد ارتكزت على الاستعارة والتشبيه.
- تميزت الحكمة الساخرة بالتناص وتداخل النصوص عن طريق الاقتباس، والامتصاص والاستدعاء أو الإشارات التناصية السريعة التي تحيل القارئ أو المتلقي إلى النصوص السابقة التي اتكأ عليها الشاعر.
- اهتم شعراء الحكمة الساخرة بالإيقاع بمستوياته المتعددة، الإيقاع الخارجي المتمثل في الوزن، والقافية والتفعيلات المختلفة مثل تفعيلة المتدارك والرجز والرمل والكامل والطويل والمتقارب.
- استندت الحكمة الساخرة على الإيقاع الداخلي بشكل كبير، وظهر ذلك من خلال بنية التكرار مثل تكرار الصوت وبنية التقابل والتجانس والإيقاع البصري.